# Envelat

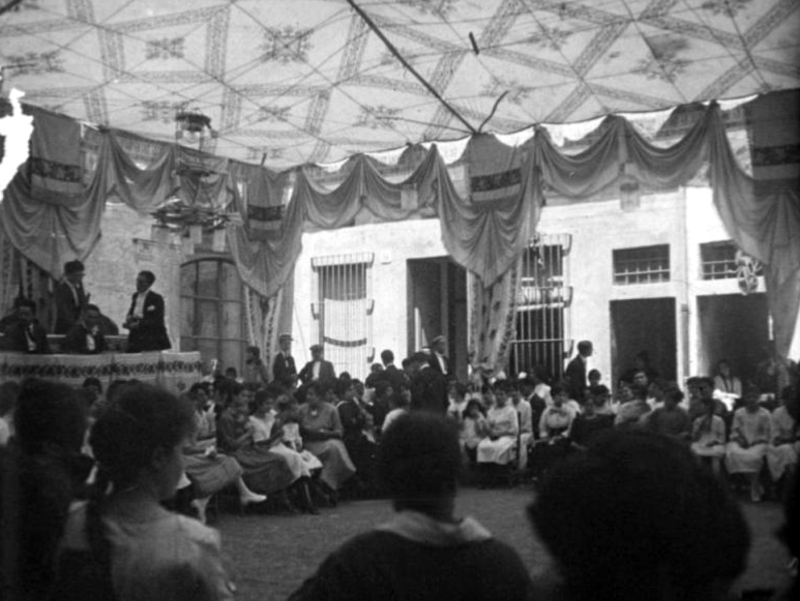
Vista d'un envelat per dins

L'envelat és un recinte que limita i conforma un espai festiu inexistent abans i després de muntar-lo. És un lloc fals, inventat, gairebé virtual. L'envelat ofereix una sala ampla i lliure, sense columnes ni altres impediments; és un edifici molt característic i significatiu, únic en funció de sala de ball i fruit de l'enginy de l'arquitectura popular catalana.

## Història

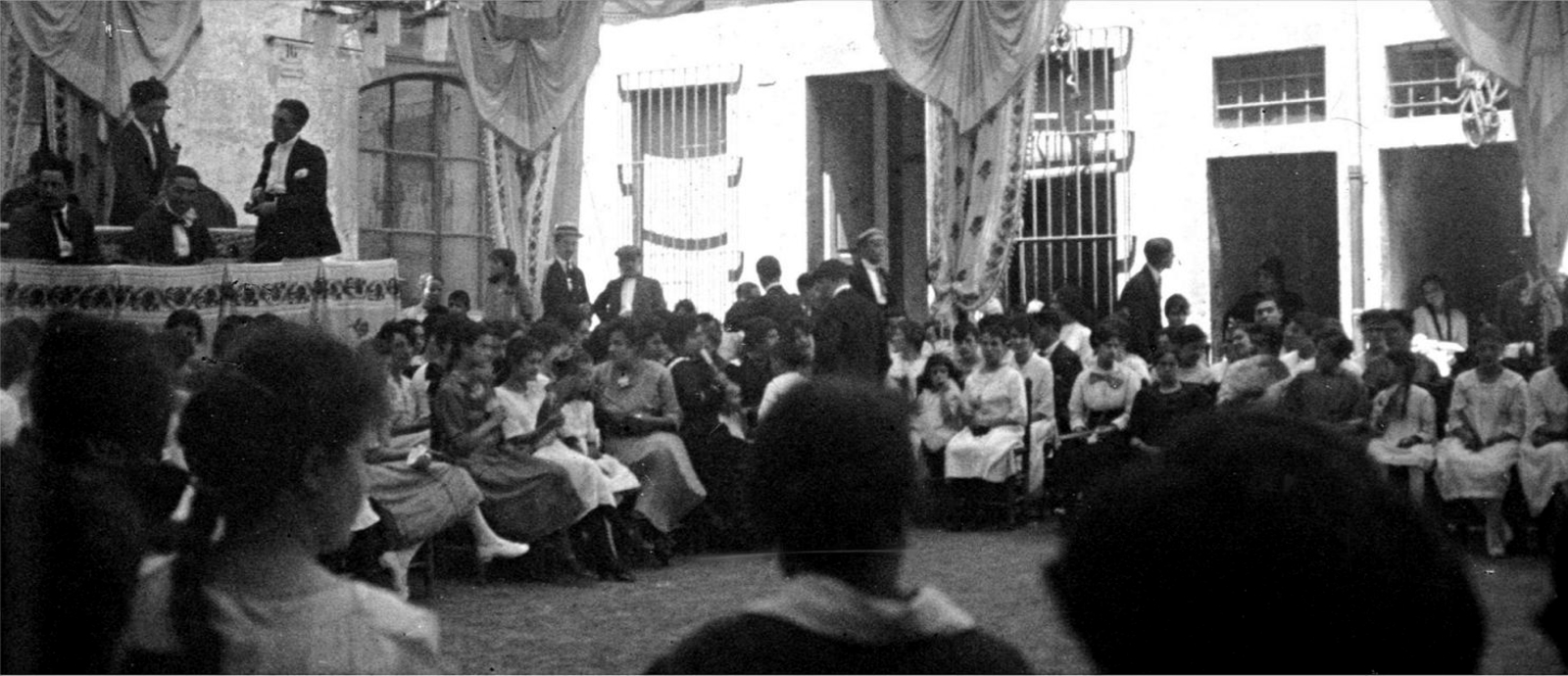
Vista d'un envelat per dins, Festa Major d'Arenys de Mar-1920

A partir del segle xix augmenten els espais destinats al ball i la invenció de l'envelat aporta noves possibilitats, concebuts com a estructura desmuntable que permetia cobrir una gran superfície sense necessitat de suports interiors a partir dels coneixements tècnics i estris de pescadors i dels mariners com veles, cordes, bossell i nusos.
Els repertoris de ballables de parella els formen gèneres que es poden agrupar segons la procedència en tres grans famílies: els europeus, els que tenen el seu origen a Amèrica del Nord i els que arriben de l'Amèrica Central i del Sud. La manera en què les parelles ballen als envelats és el resultat de la barreja de tots aquests ritmes i el reflex dels canvis polítics, sociològics i econòmics esdevinguts en dos-cents anys.
Els envelats van morir pels canvis d'hàbit en el lleure i que el gran disseny estructural no disposava dels materials de construcció que resistissin condicions meteorològiques adverses. Les lones no eren impermeables, la tensió de les cordes es veia molt afectada per la humitat ambiental i les antenes tenien una limitada resistència a la flexió i podien trencar amb vents forts.

## Balls d'envelat
El primer ball de parella conegut arriba a Barcelona el 1790. Es tractava d'un vals, el primer que propiciava el contacte físic entre ballador i balladora, entre home i dona, ja que els anteriors balls, minuets i contradanses, permetien poc més que el contacte de mans. Des de Barcelona, els balls s'escampen per tot Catalunya. El 1840 s'introdueix la masurca, la polca cap al 1845 i cinc anys després ja es ballen xotis. La presència de tots aquests balls i algun altre de menor aparició, per exemple el que més endavant es desenvoluparà com a pasdoble i que és conegut amb el nom d'espanyola, es manté estable fins a la Primera Guerra Mundial, moment en què per influència de la cultura arribada del continent americà es produeix un canvi molt important en el ball i en la manera de ballar.
De Nord Amèrica provenen el foxtrot, el xarleston, el swing i, més endavant, el rock and roll i el twist. Tots aquests balls aporten una alenada d'aire fresc amb l'estil juvenil d'Amèrica i la manera de viure. És el somni americà. Amèrica del Sud i el Carib aporten el tango, que arriba a Barcelona el 1918, el son, la rumba cubana, la samba blanca, el txa-txa-txa, el bolero i el mambo. El 1958, al Festival de San Remo guanya la cançó titulada Nel blu, dipinto di blu i s'esdevé una etapa gloriosa de la cançó italiana ballable; al seu aire i al seu ritme s'ajunten i ballen les parelles enamorades. D'Amèrica arriben nous ballables: la lambada i el merengue, s'introdueix la milonga i es descobreix la bachata.
Els balls d'envelat també tenen unes peces concretes que permeten realitzar diversos jocs o activitats de ball. Són els anomenats ball del fanalet, de rams, robat, subhastat o ball de l'escombra. Aquesta mena de jocs tenen diversos orígens: recaptar diners per pagar la festa amb la venda de rams, fanalets o ventalls amb què les parelles s'obsequien, distreure els balladors, atreure l'atenció o provocar l'aparellament dels més joves.
Malgrat que no hi ha cap instrucció per a un gènere ballable determinat per portar a terme els jocs, normalment es fan servir valsos i pasdobles, perquè es poden ballar en parella i perquè són prou coneguts per la majoria del públic. No obstant això, algunes orquestres també fan servir rocks, rumbes i altres ballables. Els jocs tenen components de competició i de lluïment. El ball del fanalet és una competició entre parelles i guanya qui aguanta més estona amb el fanalet encès, sense que es cremi o s'apagui. Els balls subhastats són jocs de lluïment i al mateix temps d'obsequi a la parella. Amb la subhasta de compra de balls es pot ballar amb qui es desitgi i convidar qui plagui; de lluïment són els balls de rams en els quals s'obsequia la parella amb un pomell de flors o un ventall. Els balls robats i els de l'escombra tenen característiques semblants, ja que en ambdós un dels dos components de la parella és expulsat i substituït per un altre.